# 嵐橘楽
嵐 橘楽（あらし きらく、1874年7月18日 - 1922年3月）は、日本の俳優、元歌舞伎役者、元子役である。嵐 橘樂と表記されることもある。また、芸名の読みは「あらし きつらく」と表記されることもある。本名は永田 長治郎（ながた ちょうじろう）。幼名は中村 成子（なかむら なるこ）、旧芸名は中村 鳥次郎（なかむら ちょうじろう）、嵐 喜樂（あらし きらく）。三代目中村翫雀、四代目嵐橘三郎門下の歌舞伎役者から横田商会、日活京都撮影所の旧劇俳優に転じ、子供芝居時代からの幼馴染みである尾上松之助を支える名脇役として活躍したが、志半ばで病没した。

## 来歴・人物
1874年（明治7年）7月18日、大阪府大阪市南区久左衛門町（現在の同市中央区西心斎橋2丁目及び心斎橋筋2丁目辺り）に生まれる。『活動俳優銘々伝』（活動写真雑誌社）など、殆どの資料では出生地を「大阪市東区久右衛門町」とする が、同区同町名は存在しないため、誤りである。実父は二代目嵐璃珏の養子を経て、道頓堀歌舞伎座（詳細不明）の頭取を務めていた元歌舞伎役者嵐璃喜藏（生年不詳 - 1890年）で、実兄も四代目嵐璃寬門下の歌舞伎役者嵐璃三郎（本名永田種吉、1865年 - 没年不詳）であった。このような芸能一家に育ったため、幼少期から芝居を好んだ一方、勉強はたいへん苦手で、台本が読めないほどの文盲であったといわれる。
1881年（明治14年）、満7歳の時に歌舞伎役者三代目中村翫雀の門下となり、中村成子を名乗って初舞台を踏む。同一座の子役として活動していたが、あまり役柄に恵まれず、満11歳となる1885年（明治18年）には独立して、四世璃寬やその養子である実兄・璃三郎と共に地方巡業に出る。また、1887年（明治20年）からは市川小猿、嵐對太郎ら率いる子供芝居の一座に加入して山陽地方を巡業、岡山県岡山市にあった旭座などに出演していたが、この間に当時中村鶴三郎を名乗っていた尾上松之助と知り合ったとされ、同座裏の河原で鶴三郎の特技である蜻蛉返りの稽古をなし、以来松之助とは兄弟同様の仲になったという。その後、正確な年月日は不明だが、芸名を中村鳥次郎と名乗るようになり、同一座は四国地方に進出して巡業を続けたが、満16歳となる1890年（明治23年）に実父・璃喜藏が急逝、奇しくも巡業中での訃報であった。実父の死去に伴い、同年に歌舞伎役者四代目嵐橘三郎の養子となり、芸名も嵐橘樂（嵐喜樂とも）を襲名、道頓堀歌舞伎座などに出演する。その後、諸事情により二代目實川延二郎一座に加わり、京都各座に出演していたが、同一座は二世延二郎の入営のため間も無く解散。解散後、橘樂は再び自ら一座を組織して、今度は山陰地方の巡業に出たが、不入りと悪天候の不幸続きであったという。
1900年代、地方巡業中に牧野省三に見出され、座員と共に当時牧野が現在の京都府京都市上京区で経営していた千本座の専属俳優となる。1909年（明治42年）7月、鶴三郎改め尾上松之助一派が同座の専属俳優となると、橘樂は俳優嵐榮二郎が退座した翌日の同年10月1日に加入、松之助と約20年ぶりに再会した。また、同年から牧野の方針でサイレント映画にも出演するようになり、同年12月1日に日活の前身である横田商会によって製作・公開された松之助主演第一回作品『碁盤忠信 源氏礎』で橘樂は覚範役を演じ、同作で映画デビューを果たしている。以降、松之助を支える名脇役として活躍し、1912年（大正元年）9月、同所が日活京都撮影所に改称された後も映画出演を継続、1918年（大正7年）6月15日に公開された牧野省三監督映画『鎖鎌孝女の仇討』など、松之助主演映画の殆どに出演した。
1922年（大正11年）3月、志半ばで病没した。満47歳没。同年3月2日に急逝した中村扇太郎と同じく、同年4月11日に公開されたサイレント映画『首売勘助』が最後の出演作品となった。松之助は盟友・橘楽の死去に続いて同年5月6日に妻・キンを急性肺炎で喪い、同年8月4日には実母・ハナも喪って大きなショックを受けたという。

## おもなフィルモグラフィ
- 『碁盤忠信 源氏礎』：監督牧野省三、製作・配給横田商会、1909年12月2日公開 - 覚範
- 『忠臣蔵』：監督牧野省三、製作・配給横田商会、1910年12月1日公開 - 片岡源五右衛門
- 『銭屋五兵衛』：監督牧野省三、製作日活京都撮影所、配給日活、1913年11月公開
- 『相政（相模屋政五郎一代記）』：監督牧野省三、製作日活京都撮影所、配給日活、1913年12月公開
- 『天一坊東下り』：監督牧野省三、製作日活京都撮影所、配給日活、1917年5月7日公開
- 『大村益二郎』：監督牧野省三、製作日活京都撮影所、配給日活、1917年9月23日公開
- 『隅田川の仇討』：監督牧野省三、製作日活京都撮影所、配給日活、1918年3月1日公開
- 『先代萩』：監督牧野省三、製作日活京都撮影所、配給日活、1918年3月29日公開
- 『鎖鎌孝女の仇討』：監督牧野省三、製作日活京都撮影所、配給日活、1918年6月15日公開
- 『十文字秀五郎』：監督牧野省三、製作日活京都撮影所、配給日活、1918年7月1日公開
- 『丸橋忠弥』：監督牧野省三、製作日活京都撮影所、配給日活、1918年7月18日公開
- 『三日月次郎吉』：監督牧野省三、製作日活京都撮影所、配給日活、1918年7月公開
- 『荒木又右衛門』：監督牧野省三、製作日活京都撮影所、配給日活、1918年10月15日公開
- 『都に憧れて』：監督牧野省三、製作日活京都撮影所・ミカド商会、配給日活、1920年7月5日公開
- 『実録忠臣蔵』：監督牧野省三、製作日活京都撮影所、配給日活、1921年3月10日公開 - 片岡源五右衛門